# أندريه سيتروين
أندريه سيتروين (بالفرنسية: André Citroën)‏ من رجال الصناعة الفرنسيين. نجح بعد الحرب العالمية الأولى في تصمـيم وإنتاج سـيارة سيتروين الصغيرة التي نالت إقبالاً شعبياً كبيراً. أما خلال الحرب العالمية الأولى، فقد لعب دوراً مهماً في مجال صناعة الذخيرة الفرنسية إذ أسس مصنعاً أنتج ملايين القنابل. وبعد الحرب، حوَّل سيتروين مصنعه إلى مصنع سيارات لإنتاج سيارات صغيرة، وقد نجح نجاحاً ساحقاً (وسُمِّي هنري فورد الفرنسي). وعند وفاته عام 1935، كان ثُلُث السيارات في فرنسا يحمل شعار «ماركة سيتروين».
ومن أهم إسهاماته، مسابقة السيارات سيتروين عبر أفريقيا. وهي مسابقة أثبتت ثلاثة أشياء:
1. أنه يمكن إقـامة خـط اتصـال دائم وسريع بين الجزائر وغرب أفريقيا.
2. أدَّى السباق إلى إنشاء محطات على الطريق الذي يربط المستعمرات الفرنسية.
3. فتـح السـباق المجال أمام اسـتخدام السيارات في حركة الاكتشافات.

ولعل هذا هو إسهام سيتروين الأساسي في خدمة التشكيل الاستعماري الغربي الفرنسي. ومن إسهاماته الأخرى أنه أول من وضع نظام إشارات مرور ضوئية في باريس، واستخدم برج إيفل في الإعلانات الضوئية. وكان أول من استخدم الأضواء الكاشفة المسلطة على قوس النصر في ميدان الكونكورد.
ورغم جهوده لتوسيع نشاط مؤسسته داخل وخارج فرنسا، إلا أنه اضطر إلى تصفية أعماله عام 1934 إثر مشاكل مالية مترتبة عن أزمة الكساد العالمي. وقد تم إعادة تنظيم المؤسسة بعد أن انتقلت ملكيتها لشركة ميشلان الفرنسية.